# Meu Limão, Meu Limoeiro
Meu limão, meu limoeiro é uma composição de José Carlos Burle e foi escrita nos anos 30, primeiramente gravada em 1937 por Silvio Caldas e Gidinho e, ainda no mesmo ano, por Jorge Fernandes. Foi gravada ainda por intérpretes como Inezita Barroso, Eduardo Araújo e Wilson Simonal, com este último elevando a composição a sucesso nacional no ano de 1966. A canção deu origem à Lemon Tree  de Will Holt (1960)